# Закари, Брита
Бри́та Аман́да Катари́на Закари́ (швед. Brita Zackari) шведская телеведущая и сценаристка. Родилась  13 июня 1982 в городе Умео, который находится в северной Швеции.

## Биография
Закари закончила Бергскую Школу Общения. Получив образование в области искусства, она устроилась копирайтером в PR фирму McCann Stockholm, в Nöjesguiden и работала в шоу Шульмана. Вместе со своим супругом Калле Закари Вальстрёмом, коллегами Микаэлем Сиреном и Йоханом Йоханссоном, она участвовала в написании сценария к комедийному сериалу Söder om Folkungagatan, который вышел в прокат в 2014 году на шведском Kanal 5
С 2013 по 2014 год Закари была соведущей утреннего шоу «Rix Morronzoo» на радио FM RIX вместе с Адамом Олсингом и Марко Кристиан Лехтосало.
В конце 2014 года она вместе с Феликсом Хернгреном представила шоу Inte ОК, запущенное на телеканале TV3 в Швеции. В 2015 году Брита выпустила программу Flickvän på försök, стартовавшую на телеканале SVT.